# Condomès
El Condomès, també conegut com Tenarèsa (en occità: Condomés o Tenarèsa, en francès: Condomois o Ténarèze) és un parçan o comarca d'Occitània, a Gascunya, que té per capçalera la ciutat de Condòm.
És una de les tres zones de producció de l'Armanyac (aiguardent de vi), juntament amb el Baix i l'Alt Armanyac. El territori vinícola inclou les ciutats de Nerac, Vic-Fezensac i Aignan.
El nom de Tenarèsa fa referència a un antic camí de transhumància que conectava la ciutat de Bordeus amb els Pirineus Centrals, sense haver de passar per cap pont ni gual, i seguint la divisa hidrogràfica entre la conca de la Garona i la conca de l'Adour.

## Comarca d'Occitània
Segons la proposta de divisió territorial d'Occitània del diari Jornalet, basada en l'obra de Frederic Zégierman Le Guide des pays de France, el Condomès estaria ubicat a la regió de la Gascunya, subregió de Landes i Labrit.
Oficialment, les comunes del Condomès estan adscrites administrativament al departament francès de Gers, a la regió administrativa d'Occitània. El 1999 es constituïren en mancomunitat (Communauté de communes de la Ténarèze).

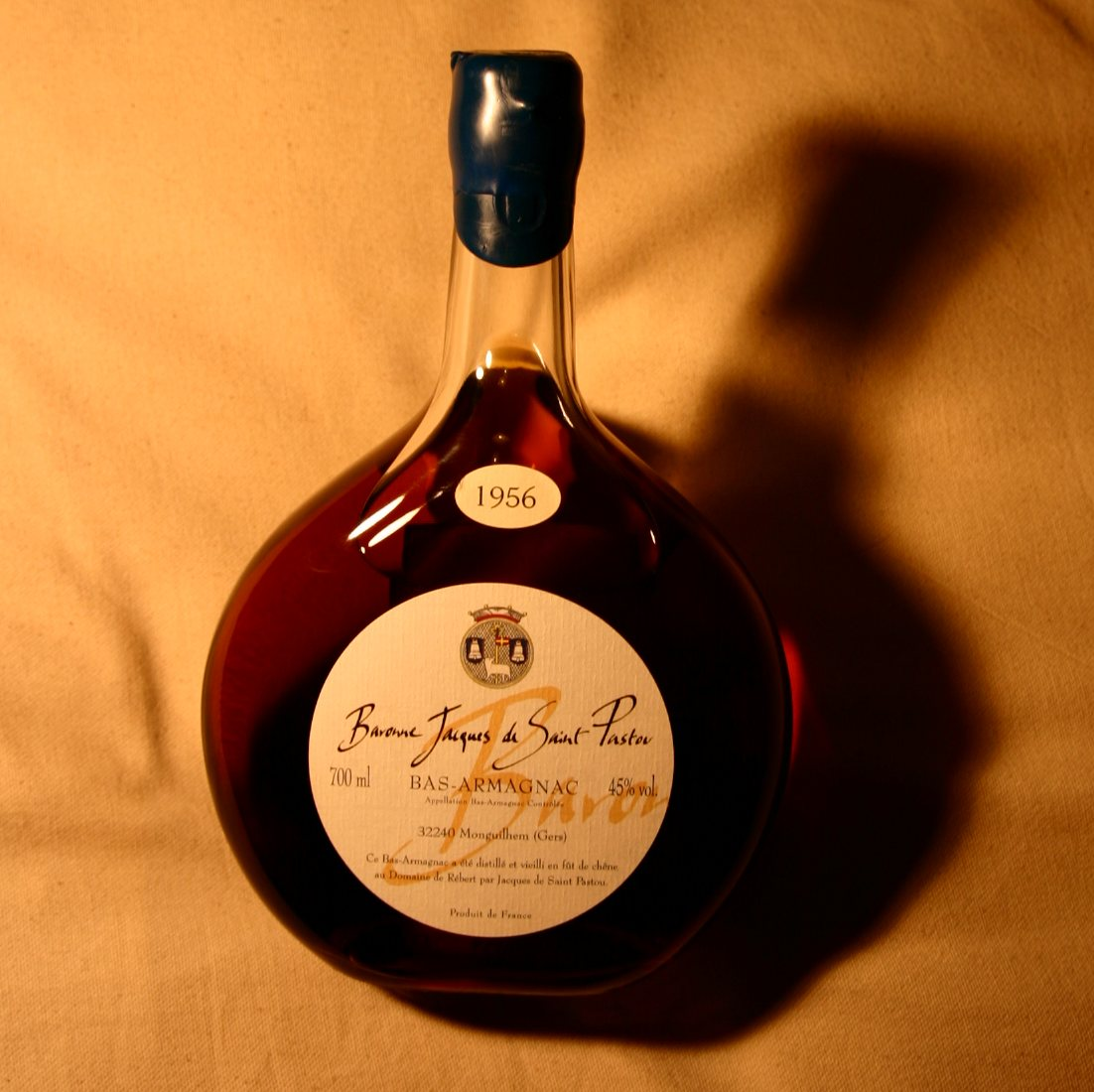
L'Armagnac, prestigiós símbol de la Ténarèze

## Geografia i clima
El Condomès s'estén entre els ajuntaments de Nérac i Vic-Fezensac (que no en formen part) i ocupa una superfície de 182 km². El territori és muntanyós, amb altituds modestes, generalment compreses entre els 50 i els 300 metros. La regió és recorreguda pel riu Baïse, un afluent de la Garona.
El clima de la regió és de mena subatlàntic, amb hiverns no excessivament freds (les temperatures mitjanes del mes més fred, gener, estan al voltant dels 5 °C) i estius suaus, donada la relativa proximitat de l'oceà (amb temperatures mitjanes del mes més càlid, juliol, lleugerament per sobre dels 20 °C). Les precipitacions generalment són compreses entre els 650 i els 750 mm.

## Història
La regió era habitada, abans de la conquesta romana, per una població d'origen incert però de llengua celta, pertanyent a una de les tribus d'Aquitània.
La conquesta romana del Condomès, va tenir lloc al voltant de la meitat del Segle I aC. i va ser portada a terme per Marc Licini Cras Dives, enviat per Juli Cèsar. La regió va ser integrada dels conquistadors llatins a Aquitània de qui va continuar formant part també quan, abans encara de la caiguda de l'Imperi d'Occident la zona sencera va passar a mans dels visigots (primers decennis del V segle). Al voltant del 510 el condomès va ser ocupat, juntament amb tota Aquitània, pels Francs i successivament pels Vascons. Recuperada pels Francs el Segle VIII, va entrar a formar part de l'Imperi carolingi. Al voltant del Segle XIII es van afirmar en la seva part més occidental els comtes de Armagnac mentre a Condons i en la seva zona d'influència els potents abats pertanyents a l'orde benedictí. Aquests darrers, amb el suport de la cort papal traslladada a Avinyó, van aconseguir separar-se de la Bisbat d'Agen fent elevar la pròpia abadia a bisbat, amb potestat sobre tota la regió (1317). El primer bisbe de Condòm va ser l'abat Raymond de Galard. La diòcesi de Condòm va ser suprimida el 1801, durant els anys de la Revolució Francesa.
Si els senyors de la zona van repetir els vincles de vassallatge davant del rei de França, la unió de la Ténarèsa amb l'estat francès no va tenir lloc fins al 1589, sota el regnat de Enric IV.

## Demografia
La població del Condomès és inferior a les 10.000 persones, distribuïdes desigualment sobre una superfície una mica superior als 180 km². Al voltant de tres quartes parts dels habitants viuen en el municipi de Condòm, capital històrica de la regió. Els ajuntaments en que s'articula el territori, des del 1999, s'han constituït en comunitat (Communauté de communes de la Ténarèze): 
- Bèumont
- Beraud
- Blasièrt
- Cassanha
- Castèthnau d'Auvinhon
- Caussencs
- Condòm
- Larressingla
- Moishan

## Llengües
El Condomès històricament és en l'àrea lingüística occitana. Va ser llengua d'ús i administrativa fins a la revolució francesa, un dialecte gascó, pertanyent a la gran família de l'occità. El francès era utilitzat, en les relacions amb París i com llengua de cultura, per un limitat nombre d'habitants, gairebé sempre pertanyents a l'aristocràcia, a la burgesia i a les altes jerarquies eclesiàstiques locals. Entre aquests darrers el filòsof i teòleg Pierre Charron i Jacques Bénigne Bossuet, un dels màxims lletrats del seu temps, que va ser, per alguns anys, bisbe de Condòm.
Amb la revolució francesa i el procés de substitució lingüística a França en el curs del Segle XIX i del Segle XX el gascó va perdre el caràcter d'oficialitat o de semi-oficialitat i ha anat progressivament desapareixent. L'absència d'universitat i encara més, d'institucions i centres d'estudi superior i medis bilingues sobre el territori, no ha permès la revitalització de l'estudi de la llengua autòctona per les joves generacions, com en canvi ha tingut lloc, a partir dels anys 1970, en el Bearn i en altres zones de la França sud-occidental.
noto distillato

### Monuments i llocs d'interès

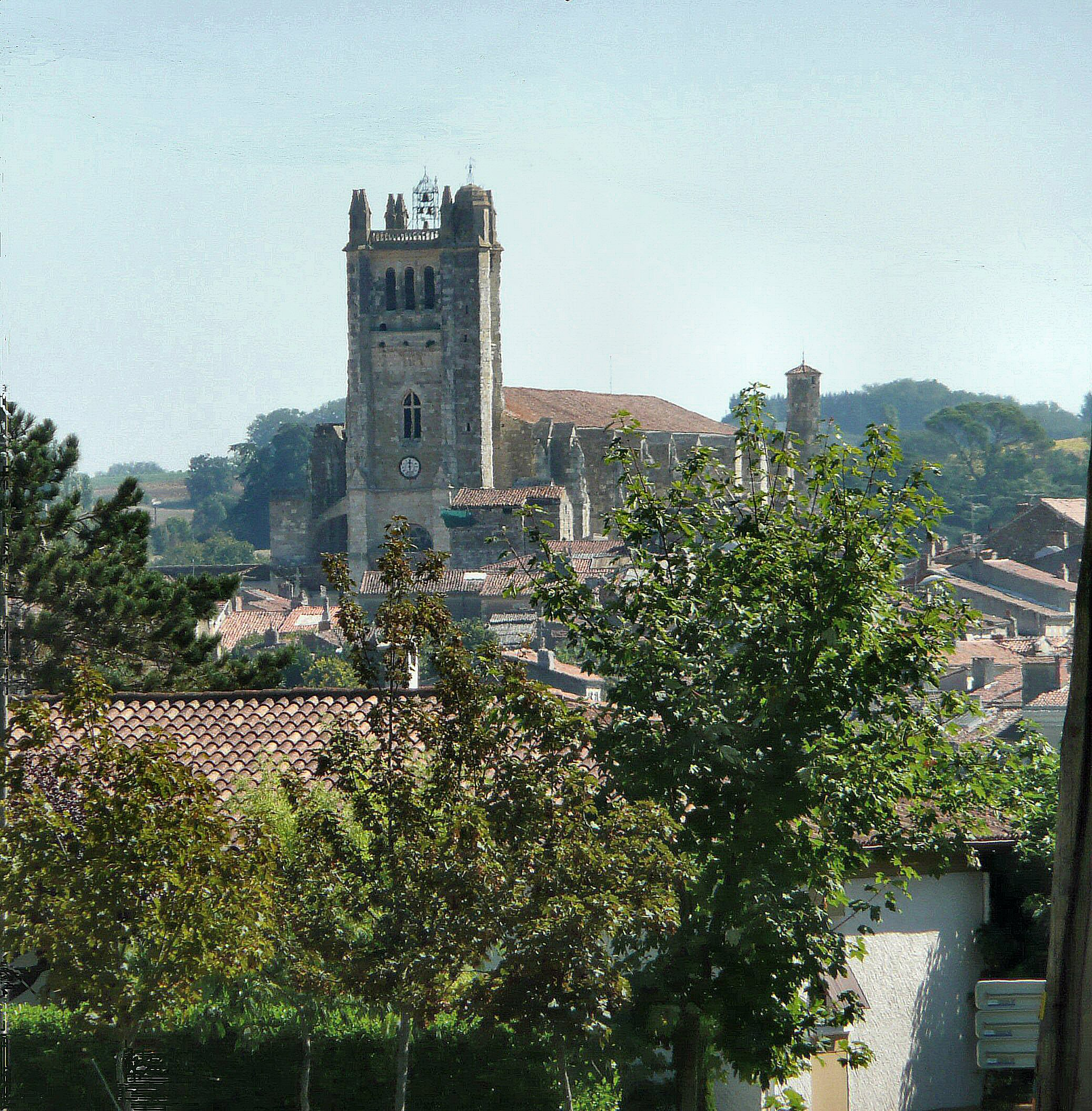
Condòm, seu de Saint-Pierre

- Catedral de Sant Pere (Cathedral de Saint-Pierre), a Condòm, imponent construcció en estil Gòtic internacional meridional. El vell edifici del segle XII, enderrocat el 1368, va ser reconstruït entre finals del Segle XIV i inicis del segle següent. Després el 1507, a seguit del col·lapse de la torre del campanar, es va deure procedir a la reedificació de gran part de la seu al voltant del 1530.
- Castell de Cerca-Maniban (Chatêau de Cerca-Maniban). No té caràcter castrense com podria suggerir el nom, però és un elegant i majestuosa residència patrícia de la primera meitat del Segle XVII, edificada en l'estil clàssic en voga en la França del temps. Situada en el cor dels verds camps del Comdomès és oberta al públic i visitada cada any per milers de turistes
- Museu de l'Armagnac. Va ser obert al voltant de la meitat del Segle XIX a Condòm i transferit, la dècada de 1980, en l'antic palau del bisbe de la ciutat. Té una rica col·lecció d'instruments i objectes destinats a la preparació i a la conservació del destil·lat conegut (antics alambins, botes, ecc.) i algunes creacions artístiques que hi estan inspirades (quadres sobretot).